# San Jerónimo Pilitas
San Jerónimo Pilitas  är en ort i kommunen San José del Rincón i delstaten Mexiko i Mexiko. Samhället hade 221 invånare vid folkräkningen 2020.